# 反气旋

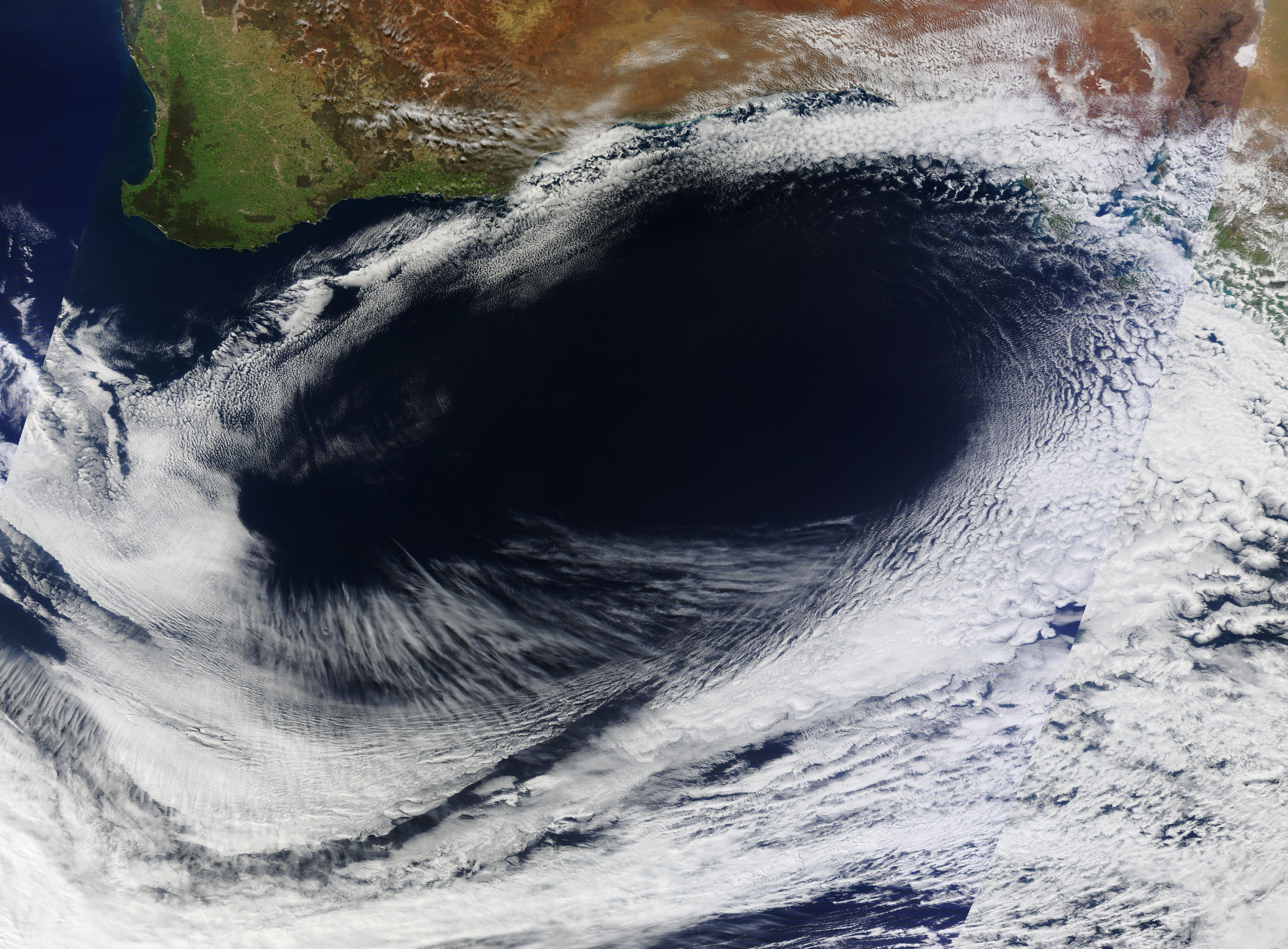
位於澳洲南方的反氣旋

反气旋是三维空间上的涡旋，是描述大气运动的概念。是在近地面，气流向外辐散，中心气流下沉的一种天气系统。在近地面，反气旋在北半球作顺时针旋转，在南半球做逆时针旋转。反气旋与高气压是两个不同的概念，虽然指向同一对象，但是高压侧重描述气压水平分布，而反气旋侧重描述气流的运动。

## 天气特点
反气旋控制下的天气以晴朗为主。

## 类别
暖性反气旋、冷性反气旋
- 常见的暖性反气旋：副熱帶高壓
- 常見的冷性反氣旋：大陸性反氣旋

## 常见的反气旋
夏威夷高压、西伯利亞高壓、亚速尔高压、木星大紅斑

## 参看
- 气旋
- 气象学